# 貴恒
貴恒（1838年—1904年），屈佳貴恒，字顯堂，號午橋，屈佳氏，原属滿洲鑲白旗包衣，后入镶白旗满洲。清朝政治人物，進士出身。

## 生平
同治十年，登進士三甲五十七名進士，改庶吉士，授翰林院檢討。光緒元年，任順天鄉試同考官。光緒二年，任功臣館纂修、翰林院侍講、文淵閣校理。光緒三年，任辦事翰林官、教習庶吉士、翰林院侍讀、日講起居注官，光緒四年，任右庶子、左庶子。光緒五年，任侍講學士、翰林院侍讀學士、新土爾扈特賜奠大臣。光緒七年，任詹事府詹事，稽查東四旗覺羅學。并任內閣學士，文淵閣值閣事。光緒八年，任正白旗蒙古副都統、刑部右侍郎、山東鄉試正考官。光緒九年，改任禮部右侍郎、刑部右侍郎、殿試讀卷大臣。光緒十年，任刑部左侍郎、會試副考官、正藍旗滿洲都統。次年改鑲藍旗蒙古副都統、提督安徽學政。光緒十五年，任會試知貢舉，光緒十六年改左都御史。光緒十七年，任刑部尚書。光緒十九年，兼署正藍旗蒙古都統。光緒二十三年，任烏里雅蘇台將軍，光緒二十五年，兼署鑲藍旗漢軍都統。光緒二十六年，任正紅旗漢軍都統；同年再任刑部尚書。
师从镶白旗满洲进士麟魁。著有《使闽吟草》。其诗作录入正蓝旗汉军进士胡俊章辑《春明诗课汇选》。

## 家庭
- 太高祖作植。
- 高祖承熺。
- 曾祖天章。
- 祖父屈轼。祖母赵氏。
- 父成和。母徐氏。
- 胞伯成勋（字太和），道光元年（1821）辛巳恩科举人，同知。其子衷恆，光绪辛卯举人。
- 胞兄瑞恒，道光二十三年科举人（时隶鑲白旗滿洲包衣常泰佐領下），直隶知县。[3]胞兄貴咸，同治壬戌恩科舉人。
- 嫡妻濮氏。继妻方氏（父正白旗漢軍、山西吉州知州方華年）。
- 子慶綿。